# Cristian Aagard
Cristian Aagard (Viborg, Dinamarca 1616 — 1708) foi um poeta latino, fez os seus estudos na cidade de Copenhaga, Dinamarca, tendo depois sido professor de poesia na Universidade de Copenhaga. 
Algumas das suas poesias caracterizam-se pela sua pureza e elegância no estilo, sendo de destacar os "Threni hyperboroei" sobre a morte de Cristiano IV, rei da Dinamarca, um elogio a Federico III; "De Homagio Frederici III"; "Danioe et Norvegiae regis". 